# Bimbo
Bimbo – miasto w Republice Środkowoafrykańskiej; stolica prefektury Ombella-Mpoko; 146 500 mieszkańców (2006). Drugie co do wielkości miasto kraju. Położone w pobliżu stolicy, leży na południowy zachód od Bangi.